# Anna Puskarčíková
Anna Puskarčíková ist eine tschechische Biathletin.
Anna Puskarčíková startet für SKP Harrachov und gehört seit der Saison 2012/13 dem Junioren-Nationalkader ihres Landes an. Sie hatte ihre ersten bedeutenden internationalen Einsätze im Rahmen der Sommerbiathlon-Europameisterschaften 2013 in Haanja. Dort belegte sie im Sprint mit zwei Fehlern den 20. Rang und verbesserte sich nach sieben Fehlern im darauf basierenden Verfolgungsrennen um einen Platz auf Rang 19 bei den Juniorinnenrennen. Mit Pavla Schorná, Tomáš Bystřický und Václav Bitala wurde sie zudem im Mixed-Staffelwettbewerb Siebte mit der A-Vertretung Tschechiens.